# Persone di nome Hugo
| Questa pagina contiene informazioni ricavate automaticamente dalle voci biografiche con l'ausilio del template Bio e di un bot. L'aggiornamento è periodico e automatico e ricostruisce completamente la pagina. Se manca una persona in questa lista, sei pregato di non aggiungerla, ma accertati piuttosto che la sua voce biografica contenga il template Bio e che i dati anagrafici siano correttamente compilati. Se il template Bio manca, inseriscilo tu stesso o, in alternativa, metti l'avviso {{tmp\|Bio}} che ne segnala la mancanza. Se i dati riportati sono sbagliati, correggi direttamente la voce biografica; le modifiche saranno visibili in questa lista entro pochi giorni. Per chiarimenti vedi il progetto antroponimi. La lista contiene solo le 356 persone che sono citate nell'enciclopedia e per le quali è stato implementato correttamente il template Bio. Pagina aggiornata al 6 ago 2025. |

Questa è una lista di persone presenti nell'enciclopedia che hanno il nome Hugo, suddivise per attività principale.

## Allenatori di calcio(14)
- Hugo Almeida, allenatore di calcio e ex calciatore portoghese (Figueira da Foz, n. 1984)
- Hugo Alves Velame, allenatore di calcio e ex calciatore brasiliano (Duque de Caxias, n. 1974)
- Hugo Bagnulo, allenatore di calcio e calciatore uruguaiano (Montevideo, n. 1915 - Montevideo, † 2008)
- Hugo Broos, allenatore di calcio, dirigente sportivo e ex calciatore belga (Humbeek, n. 1952)
- Hugo Campagnaro, allenatore di calcio e ex calciatore argentino (Córdoba, n. 1980)
- Hugo Guillermo Chávez, allenatore di calcio e ex calciatore messicano (Veracruz, n. 1976)
- Hugo Colace, allenatore di calcio e ex calciatore argentino (Buenos Aires, n. 1984)
- Hugo Ibarra, allenatore di calcio e ex calciatore argentino (El Colorado, n. 1974)
- Hugo Kinert, allenatore di calcio e calciatore jugoslavo (Osijek, n. 1894 - Zagabria, † 1969)
- Hugo Leal, allenatore di calcio e ex calciatore portoghese (Cascais, n. 1980)
- Hugo de León, allenatore di calcio e ex calciatore uruguaiano (Rivera, n. 1958)
- Mariano Pavone, allenatore di calcio e ex calciatore argentino (Tres Sargentos, n. 1982)
- Hugo Ernesto Pérez, allenatore di calcio e ex calciatore salvadoregno (Morazán, n. 1963)
- Hugo Tocalli, allenatore di calcio e ex calciatore argentino (Monte Buey, n. 1948)

## Allenatori di pallacanestro(2)
- Hugo López, allenatore di pallacanestro spagnolo (Valladolid, n. 1975)
- Hugo Murero, allenatore di pallacanestro tedesco (Wiener Neustadt, n. 1906 - Jarrie, † 1968)

## Allenatori di pallavolo(1)
- Hugo Conte, allenatore di pallavolo e ex pallavolista argentino (Buenos Aires, n. 1963)

## Alpinisti(2)
- Hugo Hamberger, alpinista e medico tedesco (Monaco di Baviera, n. 1901 - Rosenheim, † 1987)
- Hugo Hörtnagl, alpinista e medico austriaco (n. 1874 - Innsbruck, † 1952)

## Ammiragli(1)
- Hugo von Pohl, ammiraglio tedesco (Breslavia, n. 1855 - Berlino, † 1916)

## Antifascisti(1)
- Hugo Geoffrey, antifascista e generale austriaco (Vienna, n. 1919 - Saint-Amand-Montrond, † 2007)

## Archeologi(2)
- Hugo Blümner, archeologo e filologo classico tedesco (Berlino, n. 1844 - Zurigo, † 1919)
- Hugo Winckler, archeologo e storico tedesco (Gräfenhainichen, n. 1863 - Berlino, † 1913)

## Architetti(3)
- Alvar Aalto, architetto e designer finlandese (Kuortane, n. 1898 - Helsinki, † 1976)
- Hugo Constantin Bartels, architetto tedesco (Magdeburgo, n. 1899 - Brunswick, † 1956)
- Hugo Häring, architetto tedesco (Biberach an der Riß, n. 1882 - Göppingen, † 1958)

## Arcivescovi cattolici(1)
- Hugo Alberto Torres Marín, arcivescovo cattolico colombiano (Briceño, n. 1960)

## Artisti(1)
- Hugo Atzwanger, artista austriaco (Feldkirch, n. 1883 - Bolzano, † 1960)

## Attori(7)
- Hugo Becker, attore francese (Metz, n. 1987)
- Hugo Blanco, attore argentino (Chaco, n. 1937)
- Hugo Grimm, attore tedesco (Ndanda, n. 1980)
- Hugo Johnstone-Burt, attore australiano (Edimburgo, n. 1988)
- Hugo Speer, attore britannico (Harrogate, n. 1968)
- Hugo Stiglitz, attore, sceneggiatore e regista messicano (Città del Messico, n. 1940)
- Hugo Weaving, attore britannico (Ibadan, n. 1960)

## Biologi(1)
- Hugo de Vries, biologo olandese (Haarlem, n. 1848 - Lunteren, † 1935)

## Botanici(1)
- Hugo Baum, botanico tedesco (Forst, n. 1867 - Rostock, † 1950)

## Canoisti(1)
- Alberto Pedrero, canoista spagnolo (Madrid, n. 1995)

## Canottieri(3)
- Hugo Boucheron, canottiere francese (Lione, n. 1993)
- Mart Kuusik, canottiere estone (Kuokkala, n. 1885 - Battle Ground, † 1965)
- Hugo Strauß, canottiere tedesco (Mannheim, n. 1907 - † 1941)

## Cantautori(1)
- Hugo Arévalo, cantautore, chitarrista e regista televisivo cileno (Villa Alegre, n. 1940 - Isla Negra, † 2024)

## Cavalieri(1)
- Hugo Simon, cavaliere austriaco (n. 1942)

## Cestisti(15)
- Hugo Benitez, cestista francese (Perpignan, n. 2001)
- Hugo Besson, cestista francese (Angers, n. 2001)
- Hugo Bianchi, ex cestista uruguaiano (Paysandú, n. 1952)
- Hugo Cabrera, cestista dominicano (Santo Domingo, n. 1953 - † 2021)
- Hugo del Vecchio, cestista argentino (Rosario, n. 1928 - † 1999)
- Hugo Erkmaa, cestista estone (Väike-Maarja, n. 1999)
- Hugo Fernández, cestista cileno (Lautaro, n. 1930 - Santiago del Cile, † 2024)
- Hugo González, cestista spagnolo (Madrid, n. 2006)
- Hugo Harrewijn, ex cestista e allenatore di pallacanestro olandese (Strasburgo, n. 1948)
- Hugo Invernizzi, cestista francese (Mulhouse, n. 1993)
- Hugo Mienandi, cestista francese (Trappes, n. 2003)
- Hugo Orozco, cestista messicano († 2021)
- Hugo Robineau, cestista francese (Cholet, n. 2000)
- Hugo Sconochini, ex cestista argentino (Cañada de Gómez, n. 1971)
- Hugo Villegas, ex cestista messicano (Chihuahua, n. 1958)

## Chimici(1)
- Ugo Schiff, chimico tedesco (Francoforte sul Meno, n. 1834 - Firenze, † 1915)

## Ciclisti su strada(6)
- Hugo Hofstetter, ciclista su strada francese (Altkirch, n. 1994)
- Hugo Houle, ciclista su strada canadese (Sainte-Perpétue, n. 1990)
- Hugo Koblet, ciclista su strada e pistard svizzero (Zurigo, n. 1925 - Uster, † 1964)
- Hugo Page, ciclista su strada francese (Chartres, n. 2001)
- Hugo Sabido, ex ciclista su strada portoghese (Oeiras, n. 1979)
- Hugo Toumire, ciclista su strada francese (Rouen, n. 2001)

## Compositori(8)
- Hugo Alfvén, compositore, direttore d'orchestra e violinista svedese (Stoccolma, n. 1872 - Falun, † 1960)
- Hugo Felix, compositore austriaco (Vienna, n. 1866 - Los Angeles, † 1934)
- Hugo Friedhofer, compositore statunitense (San Francisco, n. 1901 - Los Angeles, † 1981)
- Hugo de Lantins, compositore fiammingo
- Hugo Montenegro, compositore e direttore d'orchestra statunitense (New York, n. 1925 - New York, † 1981)
- Hugo Riesenfeld, compositore austriaco (Vienna, n. 1879 - Los Angeles, † 1939)
- Hugo Romani, compositore e cantante argentino (Mendoza, n. 1919 - Mendoza, † 2016)
- Hugo Wolf, compositore austriaco (Slovenj Gradec, n. 1860 - Vienna, † 1903)

## Danzatori(1)
- Hugo Marchand, ballerino francese (Nantes, n. 1993)

## Diplomatici(1)
- Hugo II Logothetti, diplomatico e politico austriaco (Cluj-Napoca, n. 1852 - Teheran, † 1918)

## Direttori d'orchestra(2)
- Hugo Reichenberger, direttore d'orchestra e compositore tedesco (n. 1873 - † 1938)
- Hugo Rignold, direttore d'orchestra e violinista inglese (Kingston upon Thames, n. 1905 - Hampstead, † 1976)

## Direttori di coro(1)
- Hugo Chaim Adler, direttore di coro, cantore e compositore belga (Anversa, n. 1894 - Worcester, † 1955)

## Dirigenti sportivi(4)
- Hugo Castañeira, dirigente sportivo e giocatore di calcio a 5 argentino (n. 1962 - Buenos Aires, † 2021)
- Hugo Hofstad, dirigente sportivo e calciatore norvegese (n. 1904 - † 1979)
- Hugo Santilli, dirigente sportivo argentino (n. 1939)
- Hugo Viana, dirigente sportivo e ex calciatore portoghese (Barcelos, n. 1983)

## Dirigibilisti(1)
- Hugo Eckener, dirigibilista e imprenditore tedesco (Flensburgo, n. 1868 - Friedrichshafen, † 1954)

## Disc jockey(1)
- Madeon, disc jockey e produttore discografico francese (Nantes, n. 1994)

## Filosofi(4)
- Hugo Bergmann, filosofo israeliano (Praga, n. 1883 - Gerusalemme, † 1975)
- Hugo Biagini, filosofo e storico argentino (Buenos Aires, n. 1938)
- Hugo Tristram Engelhardt, filosofo, biologo e medico statunitense (n. 1941 - † 2018)
- Hugo Leichtentritt, filosofo, scrittore e compositore polacco (Poznań, n. 1874 - Cambridge, † 1951)

## Fisici(1)
- Hugo Christiaan Hamaker, fisico olandese (Broek op Langedijk, n. 1905 - Eindhoven, † 1993)

## Fisiologi(1)
- Hugo Kronecker, fisiologo tedesco (Legnica, n. 1839 - Bad Nauheim, † 1914)

## Fondisti(1)
- Hugo Lapalus, fondista francese (Annecy, n. 1998)

## Fotografi(1)
- Hugo Schmölz, fotografo tedesco (Sonthofen, n. 1879 - Colonia, † 1938)

## Fumettisti(1)
- Hugo Pratt, fumettista e scrittore italiano (Rimini, n. 1927 - Pully, † 1995)

## Generali(5)
- Hugo Banzer Suárez, generale e politico boliviano (Concepción, n. 1926 - Santa Cruz de la Sierra, † 2002)
- Hugo Kraas, generale tedesco (Witten, n. 1911 - Selk, † 1980)
- Hugo Österman, generale finlandese (Helsinki, n. 1892 - Helsinki, † 1975)
- Hugo Sperrle, generale tedesco (Ludwigsburg, n. 1885 - Landsberg am Lech, † 1953)
- Hugo von Freytag-Loringhoven, generale tedesco (Copenaghen, n. 1855 - Weimar, † 1924)

## Gesuiti(1)
- Hugo Makibi Enomiya-Lassalle, gesuita e missionario tedesco (Nieheim, n. 1898 - Münster, † 1990)

## Ginecologi(2)
- Hugo Karl Anton Pernice, ginecologo tedesco (Halle, n. 1829 - Greifswald, † 1901)
- Hugo Sellheim, ginecologo tedesco (Biblis, n. 1871 - Lipsia, † 1936)

## Ginnasti(2)
- Hugo Helsten, ginnasta danese (n. 1894 - † 1978)
- Hugo Jahnke, ginnasta svedese (Stoccolma, n. 1886 - † 1939)

## Giocatori di calcio a 5(1)
- Hugo Martínez, giocatore di calcio a 5 paraguaiano (n. 1993)

## Giocatori di football americano(3)
- Hugo Dyrendahl, giocatore di football americano svedese (Stoccolma, n. 1998)
- Hugo Kappler, ex giocatore di football americano francese
- Hugo Klages, giocatore di football americano tedesco (Jalón, n. 1998)

## Giornalisti(1)
- Hugo Savinovich, commentatore televisivo e ex wrestler ecuadoriano (Guayaquil, n. 1959)

## Giuristi(5)
- Hugo Blotius, giurista e bibliotecario olandese (Delft, n. 1534 - Vienna, † 1608)
- Hugo Donellus, giurista francese (Chalon-sur-Saône, n. 1527 - Altdorf, † 1591)
- Ugo Grozio, giurista, filosofo e teologo olandese (Delft, n. 1583 - Rostock, † 1645)
- Hugo Krabbe, giurista danese (Leida, n. 1857 - Leida, † 1936)
- Hugo Sinzheimer, giurista tedesco (Worms, n. 1875 - Bloemendaal, † 1945)

## Hockeisti su prato(2)
- Hugo Budinger, hockeista su prato tedesco (Düsseldorf, n. 1927 - Colonia, † 2017)
- Hugo Dollheiser, hockeista su prato tedesco (Duisburg, n. 1927 - Mülheim an der Ruhr, † 2017)

## Imprenditori(2)
- Hugo Rietmann, imprenditore, calciatore e arbitro di calcio svizzero (Calprino, n. 1886 - Milano, † 1959)
- Hugo Stinnes, imprenditore e politico tedesco (Mülheim an der Ruhr, n. 1870 - Berlino, † 1924)

## Ingegneri(1)
- Hugo Junkers, ingegnere e imprenditore tedesco (Rheydt, n. 1859 - Gauting, † 1935)

## Inventori(2)
- Hugo Gernsback, inventore, editore e scrittore lussemburghese (Lussemburgo, n. 1884 - New York, † 1967)
- Hugo Schmeisser, inventore tedesco (n. 1884 - † 1953)

## Linguisti(2)
- Hugo Plomteux, linguista belga (Berchem, n. 1939 - † 1981)
- Hugo Schuchardt, linguista tedesco (Gotha, n. 1842 - Graz, † 1927)

## Lottatori(2)
- Hugo Dietsche, ex lottatore svizzero (n. 1963)
- Hugo Toeppen, lottatore statunitense (Sompolno, n. 1853 - Riverside, † 1933)

## Matematici(2)
- Hugo Duminil-Copin, matematico francese (Châtenay-Malabry, n. 1985)
- Hugo Hadwiger, matematico svizzero (Karlsruhe, n. 1908 - Berna, † 1981)

## Medici(3)
- Hugo Rühle, medico tedesco (Legnica, n. 1824 - Bonn, † 1888)
- Hugo K. Sievers, medico e politico cileno (Rengo, n. 1903 - † 1972)
- Hugo Wilhelm von Ziemssen, medico tedesco (Greifswald, n. 1829 - Monaco di Baviera, † 1902)

## Mineralogisti(1)
- Hugo Laspeyres, mineralogista tedesco (Halle, n. 1836 - Bonn, † 1913)

## Multiplisti(1)
- Hugo Lahtinen, multiplista finlandese (Tampere, n. 1891 - † 1977)

## Musicisti(3)
- Hugo Aisemberg, musicista, compositore e arrangiatore argentino (Buenos Aires, n. 1938)
- Hugo Blanco, musicista e compositore venezuelano (Caracas, n. 1940 - Caracas, † 2015)
- Hugo Race, musicista e produttore discografico australiano (Melbourne, n. 1963)

## Naturalisti(1)
- Hugo Gunckel Lüer, naturalista e botanico cileno (Valdivia, n. 1901 - Santiago del Cile, † 1997)

## Nobili(3)
- Hugo Folch de Cardona, nobile
- Hugo de Moncada, nobile, politico e militare spagnolo (Chiva, n. 1476 - Maiori, † 1528)
- Hugo Damian Erwein von Schönborn-Wiesentheid, nobile e politico tedesco (Aschaffenburg, n. 1738 - Vienna, † 1817)

## Nuotatori(3)
- Hugo Goetz, nuotatore statunitense (Illinois, n. 1884 - Magnolia Springs, † 1972)
- Hugo González de Oliveira, nuotatore spagnolo (Palma di Maiorca, n. 1999)
- Hugo Sedláček, nuotatore e pallanuotista cecoslovacco (Křivoklát, n. 1895 - Praga, † 1952)

## Oculisti(1)
- Hugo Magnus, oculista e storico tedesco (Środa Śląska, n. 1842 - Breslavia, † 1907)

## Odontoiatri(1)
- Hugo Blaschke, dentista tedesco (Wejherowo, n. 1881 - Norimberga, † 1959)

## Orafi(2)
- Hugo Freund, orafo ceco (Praga, n. 1879 - Lublino, † 1942)
- Hugo d'Oignies, orafo, pittore e miniaturista fiammingo (Walcourt - Oignies)

## Organisti(1)
- Hugo Distler, organista e compositore tedesco (Norimberga, n. 1908 - Berlino, † 1942)

## Pallanuotisti(4)
- Hugo García, pallanuotista uruguaiano (Montevideo, n. 1914)
- Hugo Klempfner, pallanuotista cecoslovacco (Praga, n. 1902 - Melbourne, † 1969)
- Hugo Prono, pallanuotista argentino (Santa Fe, n. 1923 - † 1970)
- Hugo Vondřejc, pallanuotista cecoslovacco (Prakovce, n. 1910 - Praga, † 1979)

## Pallavolisti(1)
- Hugo Gaspar, pallavolista portoghese (Marinha Grande, n. 1982)

## Pattinatori artistici su ghiaccio(1)
- Hugo Distler, pattinatore artistico su ghiaccio austriaco

## Pattinatori di short track(1)
- Hugo Herrnhof, ex pattinatore di short track italiano (Bolzano, n. 1964)

## Pianisti(1)
- Hugo van Dalen, pianista, compositore e scrittore olandese (Dordrecht, n. 1888 - L'Aia, † 1967)

## Piloti automobilistici(1)
- Hugo Valente, ex pilota automobilistico francese (Choisy-le-Roi, n. 1992)

## Piloti motociclistici(3)
- Hugo van den Berg, pilota motociclistico olandese (Hulshorst, n. 1990)
- Hugo Marchand, pilota motociclistico francese (Villeneuve-Saint-Georges, n. 1981)
- Hugo Vignetti, pilota motociclistico argentino (Floresta, n. 1946 - Buenos Aires, † 2016)

## Pistard(2)
- Hugo Barrette, pistard canadese (n. 1991)
- Hugo Haak, ex pistard olandese (Nieuwegein, n. 1991)

## Pittori(4)
- Hugo Ballin, pittore, scenografo e regista statunitense (New York, n. 1879 - Santa Monica, † 1956)
- Hugo Giammusso, pittore e vignettista italiano (Caltanissetta, n. 1908 - Roma, † 1977)
- Hugo van der Goes, pittore fiammingo (Gand - Auderghem, † 1482)
- Hugo Simberg, pittore, grafico e scultore finlandese (Hamina, n. 1873 - Ähtäri, † 1917)

## Poeti(1)
- Hugo von Trimberg, poeta e filosofo tedesco (Niederwerrn, n. 1230 - Bamberga, † 1313)

## Polistrumentisti(1)
- Mont Campbell, polistrumentista, cantante e compositore britannico (Ismailia, n. 1950)

## Politici(15)
- Hugo Black, politico e magistrato statunitense (Ashland, n. 1886 - Bethesda, † 1971)
- Hugo Celmiņš, politico lettone (Lubāna, n. 1877 - Mosca, † 1941)
- Hugo Charteris, XI conte di Wemyss, politico scozzese (Edimburgo, n. 1857 - † 1937)
- Hugo Chávez, politico e militare venezuelano (Sabaneta, n. 1954 - Caracas, † 2013)
- Hugo Coveliers, politico e avvocato belga (Schelle, n. 1947)
- Hugo Gamper, politico e avvocato italiano (Santa Valburga, n. 1934 - Rio di Pusteria, † 1979)
- Hugo Haase, politico e giurista tedesco (Allenstein, n. 1863 - Berlino, † 1919)
- Hugo Hermes, politico tedesco (Meyenburg, n. 1837 - Sassnitz, † 1915)
- Hugo Egmont Hørring, politico danese (n. 1842 - † 1909)
- Hugo Kołłątaj, politico, scrittore e filosofo polacco (Volinia, n. 1750 - Varsavia, † 1812)
- Hugo Preuss, politico e giurista tedesco (Berlino, n. 1860 - Berlino, † 1925)
- Hugo Rolland, politico e antifascista italiano (Formia, n. 1895 - Chapel Hill, † 1977)
- Ugo II di Salm-Reifferscheid-Raitz, politico e imprenditore austriaco (Brno, n. 1803 - Vienna, † 1888)
- Hugo Schiltz, politico e avvocato belga (Borsbeek, n. 1927 - Edegem, † 2006)
- Hugo de Jonge, politico olandese (Bruinisse, n. 1977)

## Procuratori sportivi(1)
- Hugo Rubio, procuratore sportivo e ex calciatore cileno (Talca, n. 1960)

## Psicologi(1)
- Hugo Münsterberg, psicologo tedesco (Danzica, n. 1863 - Cambridge, † 1916)

## Pugili(2)
- Hugo Corro, pugile argentino (San Carlos, n. 1953 - Mendoza, † 2007)
- Hugo Ruiz, pugile messicano (Los Mochis, n. 1988)

## Registi(5)
- Hugo Blick, regista, sceneggiatore e attore britannico
- Hugo Fregonese, regista cinematografico, sceneggiatore e giornalista argentino (Mendoza, n. 1908 - Buenos Aires, † 1987)
- Hugo Haas, regista e attore ceco (Brno, n. 1901 - Vienna, † 1968)
- Hugo Rodríguez, regista cinematografico e produttore cinematografico argentino (Buenos Aires, n. 1958)
- Hugo van Lawick, regista e fotografo olandese (Surabaya, n. 1937 - Dar es Salaam, † 2002)

## Registi teatrali(1)
- Hugo de Ana, regista teatrale, scenografo e costumista argentino (Buenos Aires)

## Rugbisti a 15(6)
- Hugo Auradou, rugbista a 15 francese (Sèvres, n. 2003)
- Hugo Betting, rugbista a 15 tedesco (Stoccarda, n. 1880 - † 1930)
- Hugo Keenan, rugbista a 15 irlandese (Dublino, n. 1996)
- Hugo Porta, ex rugbista a 15, architetto e dirigente sportivo argentino (Buenos Aires, n. 1951)
- Hugo Southwell, rugbista a 15 scozzese (Londra, n. 1980)
- Hugo Torres, ex rugbista a 15 e allenatore di rugby a 15 argentino (Córdoba, n. 1962)

## Sassofonisti(1)
- Hugo Heredia, sassofonista e flautista argentino (San Francisco, n. 1935 - Stradella, † 2019)

## Scacchisti(2)
- Hugo Fähndrich, scacchista austriaco (n. 1851 - Vienna, † 1930)
- Hugo Süchting, scacchista tedesco (Bosau, n. 1874 - Valluhn, † 1916)

## Schermidori(2)
- Hugo Miranda, schermidore portoghese (n. 1979)
- Hugo Weczerek, schermidore austriaco (Salisburgo, n. 1909 - Klagenfurt, † 1984)

## Sciatori alpini(2)
- Hugo Desgrippes, sciatore alpino francese (Annecy, n. 2000)
- Hugo Nindl, ex sciatore alpino austriaco (Axams, n. 1942)

## Sciatori freestyle(1)
- Hugo Burvall, sciatore freestyle svedese (n. 1997)

## Scrittori(7)
- Hugo Ball, scrittore, poeta e regista teatrale tedesco (Pirmasens, n. 1886 - Sant'Abbondio, † 1927)
- Hugo Bettauer, scrittore, giornalista e sceneggiatore austriaco (Baden, n. 1872 - Vienna, † 1925)
- Hugo Claus, scrittore, poeta e drammaturgo belga (Bruges, n. 1929 - Anversa, † 2008)
- Hugo Goldschmidt, scrittore e musicologo tedesco (Breslavia, n. 1859 - Wiesbaden, † 1920)
- Hugo Hamilton, scrittore irlandese (Dublino, n. 1953)
- Hugo Loetscher, scrittore, critico letterario e giornalista svizzero (Zurigo, n. 1929 - Zurigo, † 2009)
- Hugo von Hofmannsthal, scrittore, poeta e drammaturgo austriaco (Vienna, n. 1874 - Vienna, † 1929)

## Scultori(2)
- Hugo Lederer, scultore e architetto tedesco (Znojmo, n. 1871 - Berlino, † 1940)
- Fritz Schaper, scultore tedesco (Alsleben, n. 1841 - Berlino, † 1919)

## Sindacalisti(1)
- Hugo Moyano, sindacalista, politico e dirigente sportivo argentino (Gerli, n. 1944)

## Stilisti(1)
- Hugo Boss, stilista tedesco (Metzingen, n. 1885 - Metzingen, † 1948)

## Storici(2)
- Hugo von Tschudi, storico austriaco (Edlitz, n. 1851 - Stoccarda, † 1911)
- Hugo Valentin, storico svedese (Contea di Östergötland, n. 1888 - Uppsala, † 1963)

## Tennistavolisti(1)
- Hugo Calderano, tennistavolista brasiliano (Rio de Janeiro, n. 1996)

## Tennisti(6)
- Hugo Armando, ex tennista statunitense (Miami, n. 1978)
- Hugo Dellien, tennista boliviano (Trinidad, n. 1993)
- Hugo Gaston, tennista francese (Tolosa, n. 2000)
- Hugo Grenier, tennista francese (Montbrison, n. 1996)
- Hugo Hardy, tennista tedesco (Berlino, n. 1877 - Berlino, † 1936)
- Hugo Nys, tennista francese (Évian-les-Bains, n. 1991)

## Teologi(1)
- Hugo von Hurter, teologo tedesco (Sciaffusa, n. 1832 - Innsbruck, † 1914)

## Triplisti(1)
- Hugo Mamba-Schlick, ex triplista camerunese (Sarcelles, n. 1982)

## Tuffatori(1)
- Hugo Parisi, tuffatore brasiliano (Taguatinga, n. 1984)

## Velisti(1)
- Hugo Clason, velista svedese (Stoccolma, n. 1865 - Solna, † 1935)

## Vescovi cattolici(1)
- Hugo Eberhard Cratz von Scharfenstein, vescovo cattolico tedesco (Engers, n. 1595 - Ratisbona, † 1663)

## Violinisti(1)
- Hugo Heermann, violinista e docente tedesco (Heilbronn, n. 1844 - Merano, † 1935)

## Violisti(1)
- Hugo von Steiner, violista e compositore austriaco (Zara, n. 1862 - Vienna, † 1942)

## Senza attività specificata(1)
- Hugo Reid, statunitense (Cardross, n. 1811 - Los Angeles, † 1852)